# Cromac
Cromac é uma comuna francesa na região administrativa da Nova Aquitânia, no departamento de Alto Vienne. Estende-se por uma área de 24,15 km². Em 2010 a comuna tinha 247 habitantes (densidade: 10,2 hab./km²).